# 최진웅

## 클럽 경력
최진웅은 광주대학교에서 대학축구를 마친 후, 2025년 1월 천안 시티 FC에 입단하며 프로 생활을 시작했다.  
입단 직후 모교인 광주대에 1,000만 원의 발전기금을 기부하기도 했다.

## 데뷔 및 통계
2025 시즌 K리그2에 데뷔하였으며, 리그 11경기에 출전해 1도움을 기록했다.  
총 출전 시간은 약 480분으로, 팀 수비 라인에서 안정적인 활약을 이어가고 있다.

## 특징
키 186cm의 장신 센터백으로, 공중볼 경합과 수비 집중력이 강점이다.  
신인임에도 불구하고 빠르게 주전 경쟁에 뛰어들며 입지를 다지고 있다.

## 참고 자료
- 천안 시티 FC 공식 SNS – 신인 선수 입단 발표
- 아시아경제 – 광주대 발전기금 기부 관련 보도
- K리그 경기 기록 – 2025 시즌 출전 및 기록 현황